# Complexity Science Hub

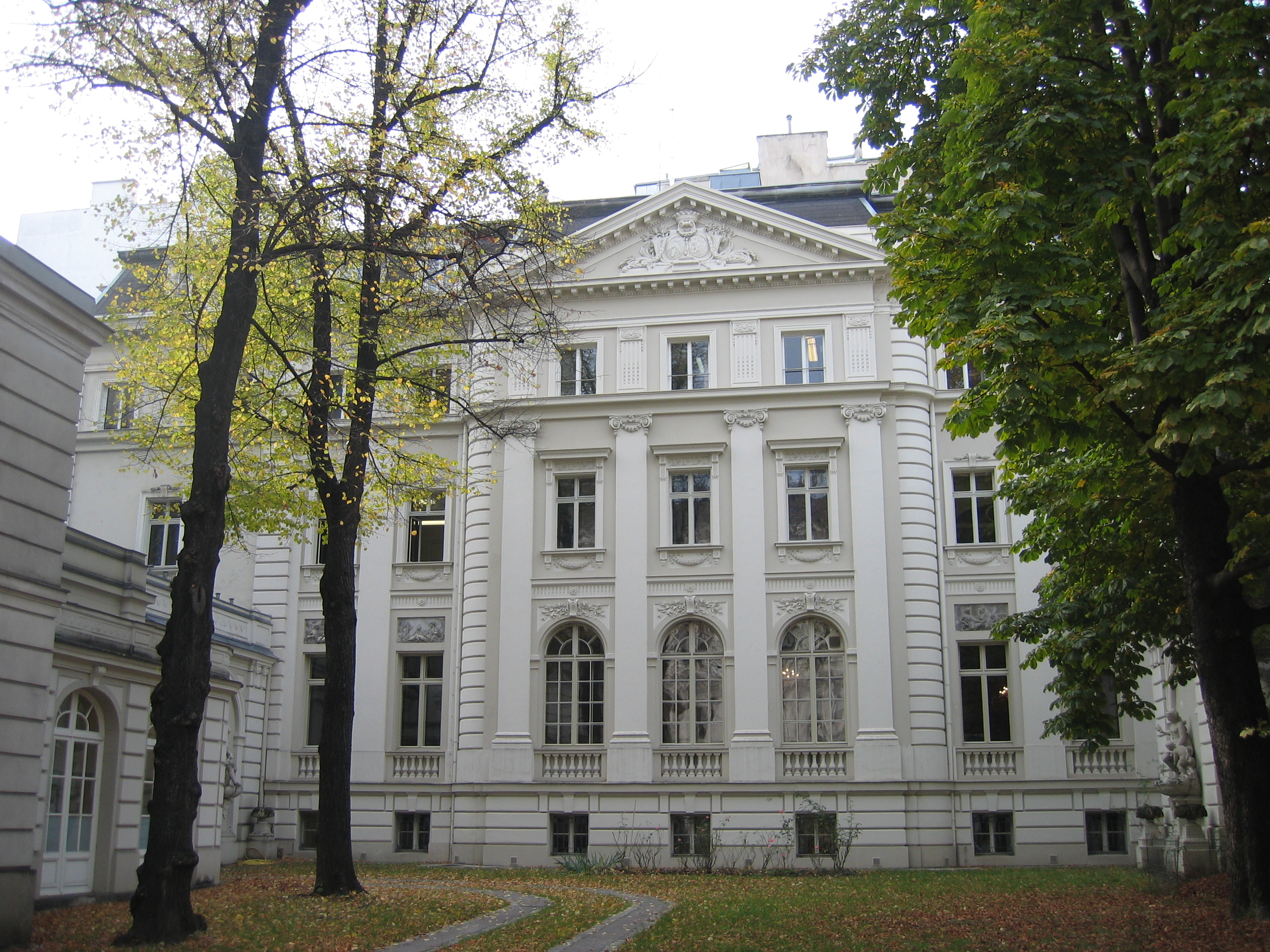
Palais Springer-Rothschild

Der Complexity Science Hub (CSH) ist ein unabhängiges Forschungsinstitut mit Sitz in Wien. Es beschäftigt sich mit der Erforschung komplexer Systeme, um mit wissenschaftlichen Methoden zu Antworten auf die großen Herausforderungen unserer Zeit beizutragen.

## Forschung und Zielsetzung
Der Complexity Science Hub beschäftigt sich mit der Erforschung komplexer Systeme – Systeme, die aus vielen dynamisch verbundenen Komponenten bestehen und deren Verhalten nicht einfach aus dem Verhalten der einzelnen Elemente abgeleitet werden kann. Dazu zählen etwa soziale Netzwerke, Lieferketten, Finanzmärkte oder Ökosysteme. Ziel ist es, die Dynamiken dieser Systeme zu erfassen und zu verstehen, um Einblicke in die Mechanismen hinter globalen Herausforderungen wie dem wirtschaftlichen Wandel, Versorgungsengpässen, der Klimakrise, Pandemien, Künstliche Intelligenz, Cyberkriminalität und soziale Krisen zu gewinnen. Ein Fokus liegt auf der Einschätzung systemischer Risiken in einer zunehmend globalisierten und dadurch in riesigen Netzwerken verbundenen Welt.
Für ein tiefgreifendes wissenschaftliches Verständnis komplexer Systeme sind enorme Datenmengen erforderlich. Um aus diesen Datenmengen aussagekräftige Informationen zur Unterstützung von Entscheidungsprozessen ableiten zu können, entwickeln Forschende am CSH unter Verwendung hochmoderner Verfahren (u. a. Machine Learning, KI etc.) neue Paradigmen, Ansätze, Methoden und Werkzeuge. Der CSH kombiniert dazu Methoden der Mathematik, Computermodellierung sowie der Data Science und Netzwerkforschung mit Fragestellungen aus verschiedenen Disziplinen, darunter Medizin, Wirtschaft, Ökologie und Sozialwissenschaften.
Die Forschung des CSH zielt darauf ab die Grundlagen für evidenzbasierte Entscheidungen zu liefern. Durch ein besseres Verständnis der Wechselwirkungen innerhalb und zwischen komplexen Systemen sowie einer Einschätzung wie diese Systeme auf Veränderungen reagieren werden, sollen realistische Interventionen entwickelt werden, um diese Systeme im Sinne der Gesellschaft positiv zu beeinflussen.
Inhaltliche Schwerpunkte sind:
- Theoretische Grundlagen der Komplexitätsforschung: Entwickeln neuer mathematischer und statistischer Verfahren, um die Natur komplexer Systeme besser zu verstehen
- Gesundheit und Medizin: Datengetriebenes Verständnis der Bevölkerungsgesundheit und Optimierung von Sozialsystemen
- Artenübergreifende Medizin: Epidemiologische Muster von Zoonosen und Entwicklung von Präventionsstrategien
- Finanztechnologie: Funktion und Sicherheit neuer Finanztechnologien wie digitale Zahlungsmittel und Kryptowährungen
- Wirtschaft im Wandel: Rasante Veränderung moderner Volkswirtschaften und ihre Konsequenzen
- Lieferketten: Dynamiken in globalen Liefernetzwerken, systemische Risiken und Verbesserung der Resilienz
- Algorithmische Fairness: Fairness und Gleichbehandlung in Zeiten von Digitalisierung und Künstlicher Intelligenz
- Kollektive Anpassung: Anpassung von Menschen an Veränderung sowie Entstehung von Überzeugungen und Polarisierung
- Nachhaltige Städte: Vorbereitung auf städtisches Wachstum, Neugestaltung des Stadtverkehrs und Ressourcenoptimierung
- Migration: Dynamik und Auswirkungen von menschlichen Migrationsströmen
- Soziale Komplexität & Kollaps: Verwendung historischer Daten zum Verständnis und zur Bewältigung aktueller Krisen
- Kriminalität im digitalen Zeitalter: Neuartige Formen und Dimensionen globaler Kriminalität – von Cyberkriminalität bis organisiertes Verbrechen
- KI und Machine Learning: Neue Machine Learning-Methoden zur Erschließung des positiven Potenzials von KI

Drei Kernziele
Go Future. Wissenschaft für eine bessere Welt.
Der Complexity Science Hub setzt Wissenschaft zum Nutzen der Gesellschaft ein. Forschende identifizieren und untersuchen Probleme, die Menschen jeden Tag – direkt oder indirekt – betreffen (und betreffen werden), finden deren Ursachen und mögliche Lösungen. Indem sie Verständnis für komplexe Netzwerke erlangen, die der Gesellschaft zugrunde liegen, können nicht nur die heutigen Herausforderungen angegangen werden, sondern auch künftige Herausforderungen, deren treibende Kräfte sowie Ansatzpunkte für Maßnahmen identifiziert werden.
Creating Skills. Kapazitäten für zukünftige Herausforderungen.
Der CSH kombiniert qualitatives Fachwissen aus verschiedenen Disziplinen mit einem profunden Verständnis quantitativer Methoden und Modellierungstechniken. Er vermittelt diesen Ansatz durch praktische Erfahrung. Im Mittelpunkt dieser Philosophie steht die Vermittlung einer Forschungskultur, die über traditionelle Disziplinen und Strukturen hinausgeht. Nachwuchsforschende sind dazu eingeladen, sich diese Vision zu eigen zu machen und eine neue Generation von Komplexitätsforschenden zu werden, die in der Lage ist, die Welt mit Daten und Wissenschaft über mehrere Sektoren hinweg zu verändern.
No Walls. Wissen für alle.
Der CSH erachtet es als Kernaufgabe, Forschung einem breiten Publikum auf verständliche Weise zugänglich zu machen. Um die Kluft zwischen wissenschaftlichen Publikationen und allgemein verständlichen Informationen zu überwinden, bedient sich der CSH unterschiedlicher Kanäle. Dazu gehören Visualisierungen, Pressemitteilungen, Soziale Medien und Lehrmaterialien, die auf verschiedene Zielgruppen, darunter auch Kinder, zugeschnitten sind.
Der CSH engagiert sich zudem für Open Science und stellt daher Daten, Methoden, Erkenntnisse und Modelle öffentlich zur Verfügung, damit andere sie nutzen, von ihnen lernen und sie bei der Entscheidungsfindung helfen können.

## Ausbildung
Der Complexity Science Hub bietet eine Reihe von Forschungs- und Ausbildungsmöglichkeiten für unterschiedliche Stufen der akademischen Karriere. Seit seinen Anfängen betreut der CSH Doktorandinnen und Doktoranden, die ihre Dissertation durchführen, sowie Postdoktorandinnen und Postdoktoranden, die in Zusammenarbeit mit Mitgliedern der CSH-Fakultät forschen.
Im Jahr 2024 hat der CSH – mit Unterstützung österreichischer Bundesministerien – die Digital Innovation School (DIS) gegründet, eine Dachstruktur für Forschungs- und Ausbildungsprogramme auf Doktorats- und Postdoc-Ebene. Das DIS Graduate Program in Complexity Science wird in Kooperation mit neun Universitäten und einer außeruniversitären Forschungseinrichtung durchgeführt. Besondere Merkmale des DIS-PhD-Programms sind eine jährliche Reihe von Masterclasses sowie zwei Forschungspraktika außerhalb der akademischen Welt. Das DIS-PostDoc-Programm konzentriert sich auf die Weiterentwicklung von Forschungsmethoden im Bereich komplexer Systeme, mit besonderem Fokus auf die Förderung wissenschaftlicher Exzellenz, etwa durch die Anwendung von FAIR-Datenprinzipien.
Der CSH bietet folgende Programme für Nachwuchsforscher an:
- PostDoc-Programm
- Graduate Program in Complexity Science (PhD-Programm)
- Complexity Science Winter School
- Visiting Students Program
- Summer Internship Program

CSH Goes School richtet sich an Lehrende, Eltern und Schulkinder. Es bietet thematische Arbeitsblätter, die Lernende mithilfe von interaktiven Datenvisualisierungen und Dashboards spielerisch in die Welt der Wissenschaft einführen, ihre Anwendung auf alltägliche Themen demonstrieren und ihre Neugierde wecken sollen. Zudem organisiert CSH Goes School interaktive Workshops für Schulgruppen aus der Region und beteiligt sich an der Langen Nacht der Forschung sowie anderen lokalen Veranstaltungen mit dem Ziel der Wissenschaftsvermittlung.

## Geschichte
Der Complexity Science Hub wurde 2015 von der Technischen Universität Wien, der Technischen Universität Graz, der Medizinischen Universität Wien und dem AIT Austrian Institute of Technology gegründet. Der offizielle Betrieb startete 2016. Im gleichen Jahr wurde die Wirtschaftsuniversität Wien Mitglied des CSH. 2018 folgte die Universität für Weiterbildung Krems, 2019 die Veterinärmedizinische Universität Wien und die Wirtschaftskammer Österreich, 2020 die Central European University, 2023 die Universität für Bodenkultur Wien (BOKU University) und 2024 die IT:U Interdisciplinary Transformation University Austria. Insgesamt hat der CSH derzeit elf Mitglieder aus den Bereichen Wirtschaft, Medizin, Technologie, Life Sciences, Digitalisierung und mehr.
Der CSH ist zudem in ein internationales Netzwerk von Komplexitätsforschungszentren eingebettet, darunter das Santa Fe Institute in New Mexico, die Arizona State University, das Centro Brasileiro de Pesquisas Físicas (CBPF) in Rio de Janeiro, die Sapienza Università di Roma und das Institute for Advanced Study (IAS) in Amsterdam. Durch die External Faculty wird der internationale Austausch verstärkt, indem führende Wissenschaftler aus verschiedenen Disziplinen aktiv in die Forschung des CSH eingebunden werden, gemeinsame Projekte initiieren und zur Entwicklung neuer methodischer Ansätze beitragen.
Von 2016 bis 2024 hatte der CSH seinen Sitz im Palais Strozzi. Im Winter 2024 zog das Institut in das Palais Springer-Rothschild in Wien-Landstraße um.

## Zusammensetzung
Getragen wird der CSH vom Verein zur wissenschaftlichen Erforschung komplexer Systeme.
Präsident und wissenschaftlicher Leiter des CSH ist seit seiner Gründung der Komplexitätsforscher Stefan Thurner, welchem 2013 vom Klub der Bildungs- und Wissenschaftsjournalisten der Titel Wissenschaftler des Jahres verliehen wurde. Vorsitzende des internationalen wissenschaftlichen Beirats ist Helga Nowotny.